# قائمة البعثات الدبلوماسية في هندوراس

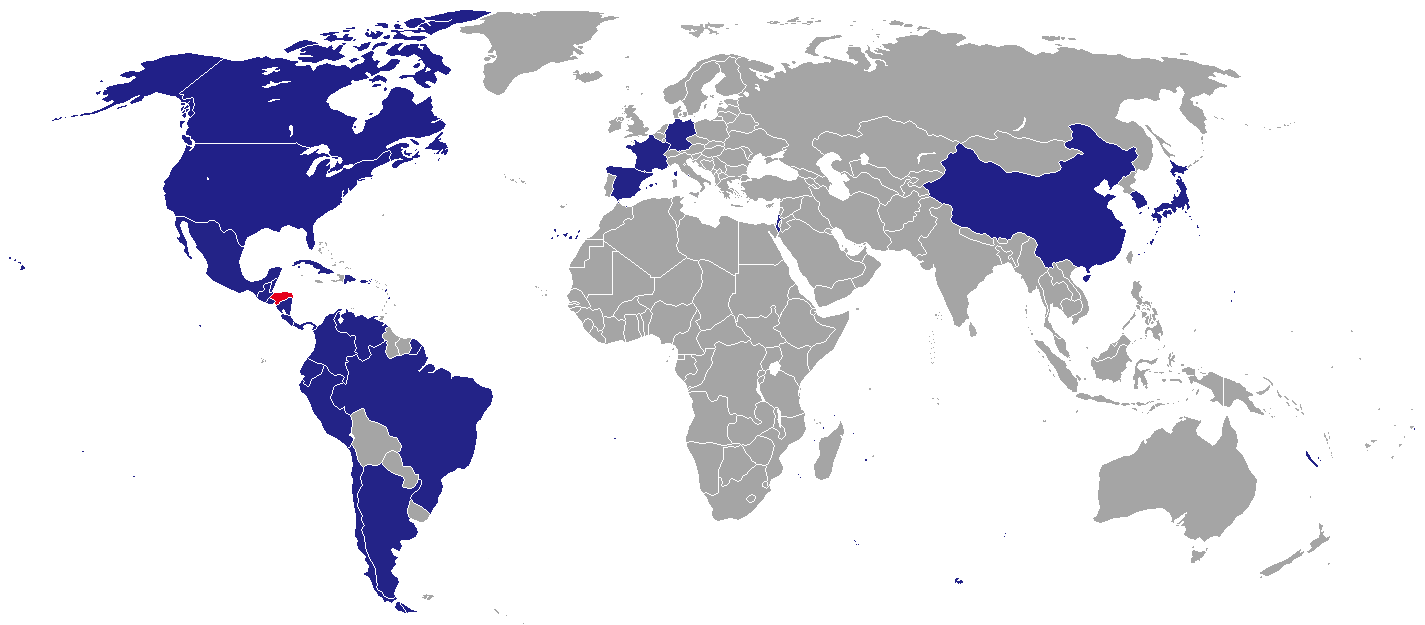
خريطة البعثات الدبلوماسية في هندوراس

هذه قائمة بالبعثات الدبلوماسية في هندوراس، وهي جمهورية تقع في أمريكا الوسطى وعاصمتها تيغوسيغالبا. تستضيف الهندوراس 25 سفارة.
لا تقدم وزارة خارجية الهندوراس قائمة بالقنصليات العامة أو القنصليات الفخرية الموجودة في الدولة ولا الدول التي تعتمد سفراء الدول الأخرى.

## السفارات
تيغوسيغالبا
- الأرجنتين
- بليز
- البرازيل
- تشيلي
- تايوان
- كولومبيا
- كوستاريكا
- كوبا
- جمهورية الدومينيكان
- الإكوادور
- السلفادور
- فرنسا
- ألمانيا
- غواتيمالا
- الكرسي الرسولي
- اليابان
- المكسيك
- نيكاراغوا
- بنما
- بيرو
- كوريا الجنوبية
- فرسان مالطا
- إسبانيا
- الولايات المتحدة
- فنزويلا

## القنصليات العامة

### تشولوتيكا
- السلفادور

### سان بيدرو سولا
- تايوان
- السلفادور
- غواتيمالا
- المكسيك

## السفارات غير المقيمة
مقيمون في غواتيمالا (مدينة)، غواتيمالا:
- كندا
- مصر
- الهند
- إسرائيل
- إيطاليا
- المغرب
- السويد
- تركيا
- المملكة المتحدة
- الأوروغواي

مقيمون في ماناغوا، نيكاراغوا:
- فنلندا
- إيران
- فلسطين
- روسيا

مقيمون في مدينة مكسيكو، المكسيك:
- الجزائر
- أستراليا
- أستراليا[1]
- بنغلاديش
- بلجيكا
- فنلندا[2]
- اليونان
- ساحل العاج
- العراق
- الأردن
- الكويت
- ليبيا
- لبنان
- ماليزيا
- النرويج
- نيوزيلندا
- البرتغال
- الفلبين
- باكستان
- بولندا
- صربيا
- السعودية
- تايلاند
- فيتنام

مقيمون في بنما (مدينة)، بنما:
- باربادوس[3]
- إندونيسيا
- كوسوفو
- باراغواي
- الإمارات العربية المتحدة

مناطق أخرى:
- أندورا (نيويورك)
- أفغانستان (واشنطن العاصمة)
- البوسنة والهرسك (نيويورك)
- بوليفيا (سان خوسيه (كوستاريكا))
- البحرين (واشنطن العاصمة)
- كرواتيا (نيويورك)
- جمهورية إفريقيا الوسطى (نيويورك)
- كمبوديا (هافانا)
- دومينيكا (هافانا)
- فيجي (نيويورك)
- غينيا (هافانا)
- غينيا بيساو (نيويورك)
- جمهورية إيرلندا (نيويورك)
- آيسلندا (أوتاوا)
- كينيا (هافانا)
- قرغيزستان (نيويورك)
- لاوس (هافانا)
- مالي (هافانا)
- جزر المالديف (نيويورك)
- جزر مارشال (نيويورك)
- ناورو (نيويورك)
- قطر (سان سلفادور)
- سيراليون (نيويورك)
- سوريا (هافانا)
- السنغال (هافانا)
- السودان (نيويورك)
- الصومال (نيويورك)
- سنغافورة (سنغافورة)
- جنوب السودان (نيويورك)
- توغو (واشنطن العاصمة)
- تركمانستان (واشنطن العاصمة)
- تونس (واشنطن العاصمة)
- تنزانيا (هافانا)
- تونغا (نيويورك)
- اليمن (واشنطن العاصمة)
- زيمبابوي (واشنطن العاصمة)
- زامبيا (واشنطن العاصمة)

## افتتاح البعثات الدبلوماسية
- إسرائيل
  - تيغوسيغالبا (سفارة)